# Нехристівка
Нехри́стівка —  село в Україні, у Чорнухинській селищній громаді Лубенського району Полтавської області. Населення становить 60 осіб. До 2018 орган місцевого самоврядування — Харсіцька сільська рада.

## Географія
Село Нехристівка знаходиться за 2 км від лівого берега річки Многа, за 1,5 км від сіл Бондарі та Луговики. Поруч з селом протікає пересихаючий струмок з загатою.

## Історія
1666 року в селі було 12 господарств. Війтом у цей час був Сенька(Семен) Хоптал.
1704 року у Нехристівці збудовано церкву, яка на 1886 рік була вже зруйнована.
1732 року в селі було 7 козацьких господарств. Село належало до Чорнуської сотні Лубенського полку, полковником у той час був Апостол Петро Данилович.
1787 року  населення становило 286 осіб.  Селяни належали генерал-майору Хорвату і дружині його Ірині, полковим осавулам Якиму та Івану Христичам.

## Односельці
- Павленко Михайло Овксентійович, 1880 р. н., с. Нехристівка Чорнухинського р-ну Полтавської обл., українець, із селян, освіта не вказана. Проживав у с. Нехристівка. Без певних занять. Заарештований 5 листопада 1937 р. Засуджений Полтавським обласним судом 8 червня 1939 р. за ст. 54-10 ч. 1 КК УРСР до 8 років позбавлення волі. Реабілітований Верховним Судом УРСР 26 січня 1990 р.[2]
- Чабан Микола Павлович. 2.04.1950 р.н. Українець. Із сім*ї службовців. Освіта - вища.Проживав у с.Нехристівка. Полковник у відставці. Учасник бойових дій в Афганістані. Нагороджений орденами: "Червоної Зірки", "За заслуги" (ІІІст.), "Богдана Хмельницького (ІІІст.)? "Бойового братства", "За хоробрість"(ДРА), "Зірки"(ІІІ та ІІст.,ДРА), багатьма медалями.Проживає у м.Івано-Франківську.